# Furcula cinereoides
Furcula cinereoides är en fjärilsart som beskrevs av Dyar 1890. Furcula cinereoides ingår i släktet Furcula och familjen tandspinnare. Inga underarter finns listade i Catalogue of Life.